# Trichostomum piliferum
Trichostomum piliferum är en bladmossart som först beskrevs av Dickson, och fick sitt nu gällande namn av Smith 1804. Trichostomum piliferum ingår i släktet lansettmossor, och familjen Pottiaceae. Inga underarter finns listade i Catalogue of Life.